# Athéni Métrodórosz
Athéni Métrodórosz (? – Kr. e. 277) görög filozófus
Epikurosz tanainak követője volt, Athénből származott (egyes források származásának helyét Lampszakoszba helyezik). Cicero sűrűn említi, s tanait összeköti Epikuroszéival, s kritikájával mindkettőt illeti. Métrodórosz magáévá tette Epikurosz függetlenségről alkott nézeteit, és élete vezérelveivé tette őket. Diogenész Laertiosz 12 munkáját sorolta fel, újabb kutatók további nyolc mű szerzőségét tulajdonítják neki. A munkák elvesztek. Testvére, Timokratész szintén filozófus volt.